# Bruca maniguá
Bruca maniguá es un afro-son compuesto por Arsenio Rodríguez en 1937. Fue grabado por primera vez por Orquesta Casino de la Playa con Miguelito Valdés en voces el junio de 1937. Desde que se convirtió en un estándar de son cubano, con famosas versiones de Abelardo Barroso, Sierra Maestra, Buena Vista Social Club e Ibrahim Ferrer. La canción, que ha sido llamada "un éxito en el desarrollo de la música popular cubana" por Ned Sublette, fue el primer éxito de Arsenio Rodríguez y un ejemplo de su estilo afrocubano dentro del movimiento afrocubanismo.

## Historia de la canción
Las letras y la música de la canción fueron escritas en 1937 por Arsenio Rodríguez, que entonces tenía 25 años, y el director musical de facto del Septeto Bellamar, al que se había unido en 1934. La popularidad del grupo lo hizo familiarizarse con importantes músicos como Antonio Arcaño y Miguelito Valdés. Este último fue el cantante de la famosa Orquesta Casino de la Playa, y en junio de 1937, Valdés decidió grabar dos de las canciones de Rodríguez. Uno era "Bruca maniguá" y el otro era "Ben acá, tomá". Ambas canciones fueron lanzadas como lados A de sus respectivos sencillos, pero solo "Bruca maniguá" (con el bolero-son "Dolor cobarde" como lado B) logró un éxito internacional, marcando el inicio de la ascensión de Rodríguez a la fama.

## Música
Aunque la canción fue etiquetada como una "conga" en el sencillo original de 78 rpm por RCA Victor, es de hecho un afro-son, es decir, un son montuno combinado con motivos africanos. La canción, notable para sus armonías complejas, se divide en dos porciones: la primera parte es lenta e incluye tres versos, mientras que la segunda parte es más rápida, con repetidas líneas de coro como "Yényere bruca maniguá" y "Chéchere bruca maniguá, ae". La célula rítmica tango-congo aparece destacada en la canción.

## Letras
La letra de la canción está escrita en primera persona. El primer verso de la canción hace una declaración sobre la libertad de los esclavos africanos y sus descendientes en Cuba: "Yo soy carabalí, negro de nación, sin la libertad, no pue'o viví". El término "carabalí" se refiere a un grupo étnico cubano formado por descendientes de habitantes de la región de Calabar en Nigeria. "Negro de nación" era un término común en Cuba para referirse a los esclavos negros.
La canción está escrita en una forma de criollo español, conocida como "bozal" (un término equivalente a "negro de nación"), que combina español con "lengua palera", el dialecto kikongo usado en Palo Monte. En una entrevista de 1964, Rodríguez explicó que las letras estaban escritas en el idioma "Congo" de sus antepasados. El uso del bozal (o "neobozal", según Ned Sublette) y los elementos temáticos de la canción se enmarca en el contexto del movimiento afrocubanismo, que había comenzado en la década de 1920 como un intento de reconocer y preservar la cultura afrocubana.

## Otras versiones
La primera versión grabada después de Casino de la Playa fue realizada a principios de los años 40 por Xavier Cugat y su orquesta con Alfredo Valdés en voces. Esta versión es muy similar a la original y fue dirigida al mercado estadounidense.
En los años cincuenta, "Bruca maniguá" se convirtió en el título de un LP grabado por Abelardo Barroso y su banda "Orquesta Sensación", para Puchito.
El mismo Arsenio Rodríguez grabó una versión de la canción para su álbum de 1963 titulado "Quindembo · Afro Magic · La Magia de Arsenio Rodríguez".
En 1998, la banda de revitalización Sierra Maestra grabó la canción para el álbum "Coco mai mai". Del mismo modo, "Bruca maniguá" fue una de las clásicas canciones cubanas en el repertorio de Buena Vista Social Club, incluida en el álbum de 1999 de Ibrahim Ferrer titulado "Buena Vista Social Club Presents: Ibrahim Ferrer", así como su álbum de archivo "Lost And Found", lanzado en 2015.